# Callum Elder
Callum Roddie Elder (Sídney, Australia, 27 de enero de 1995) es un futbolista australiano. Juega de defensa y su equipo es el Derby County F. C. de la EFL Championship. Es internacional absoluto por la selección de Australia desde 2021.

## Trayectoria
Nacido en Sídney, se unió a las inferiores del Leicester City en 2011. Ya promovido al primer equipo en la temporada 2013-14, fue cedido a diversos clubes ingleses. Disputó tres temporadas de la EFL Championship durante estas cesiones. Dejó el club al término de la temporada 2018-19, sin debutar con el primer equipo.
El 8 de agosto de 2019 fichó por el Hull City de la EFL Championship.

## Selección nacional
Por su origen familiar, puede jugar internacionalmente por Australia, Irlanda o Escocia. Fue internacional en categorías inferiores con la selección sub-20 de Australia.
Debutó con la selección de Australia el 2 de septiembre de 2021 en la victoria por 3-0 sobre China por la clasificación para la Copa Mundial de Fútbol de 2022.

## Clubes
| Club                                 | País       | Año           |
| ------------------------------------ | ---------- | ------------- |
| Leicester City F. C.                 | Inglaterra | 2013-2019     |
| Mansfield Town F. C. (préstamo)      | Inglaterra | 2015          |
| Peterborough United F. C. (préstamo) | Inglaterra | 2015-2016     |
| Brentford F. C. (préstamo)           | Inglaterra | 2016-2017     |
| Barnsley F. C. (préstamo)            | Inglaterra | 2017          |
| Wigan Athletic F. C. (préstamo)      | Inglaterra | 2017-2018     |
| Ipswich Town F. C. (préstamo)        | Inglaterra | 2019          |
| Hull City A. F. C.                   | Inglaterra | 2019-2023     |
| Derby County F. C.                   | Inglaterra | 2023-presente |

## Palmarés

### Títulos nacionales
| Título                      | Club                 | País       | Año     |
| --------------------------- | -------------------- | ---------- | ------- |
| English Football League One | Wigan Athletic F. C. | Inglaterra | 2017-18 |
| English Football League One | Hull City A. F. C.   | Inglaterra | 2020-21 |

## Vida personal
Elder nació en Australia, de madre irlandesa y padre escocés. Es nieto del exfutbolista internacional por Irlanda Paddy Turner.